# Concordato del 1855
Il Concordato del 1855 è il concordato tra la Santa Sede e l'Impero austriaco. Fu firmato il 19 agosto 1855 dal cardinale bolognese Michele Viale Prelà e dal cardinale austriaco Joseph Othmar von Rauscher per conto rispettivamente di papa Pio IX e dell'Imperatore Francesco Giuseppe d'Austria.

## Storia
Il concordato venne realizzato sulla falsariga del precedente tra Santa Sede e Costa Rica del 1852 con l'intento di regolare i rapporti tra Impero e chiesa cattolica.
Il trattato consisteva in una serie di norme e regole che dovevano dare, in un periodo di incertezze politiche e di ateismo, l'assoluta predominanza della religione cattolica in uno degli imperi più conservatori d'Europa nella fine dell'Ottocento e nel contempo dare all'Austria ed al suo monarca l'illusione di ricalcare gli antichi privilegi dei sacri romani imperatori.
Il concordato ebbe notevoli conseguenze sull'amministrazione dell'impero in quanto con esso venivano ufficialmente abolite tutte le ristrettezze imposte alla chiesa cattolica dalla politica del giuseppinismo di fine Settecento, abrogando il placet regio sulla comunicazione con Roma. L'Austria, d'altro canto, si impegnava a riconoscere la presenza dello stato della chiesa ed a prestare difesa alle sue idee (accettando di buon grado la censura cattolica) e l'imperatore ha il diritto ormai consolidato di nominare de facto i vescovi anche se la conferma deve provenire da Roma (ma quasi sempre è accettata), sebbene i prelati giurino poi fedeltà all'Imperatore.
Il concordato rappresentò una vera e propria vittoria per lo Stato della Chiesa in quanto in un sol colpo era stato schiacciato il giuseppinismo e perché l'Imperatore aveva ufficialmente affossato i vecchi principi rivoluzionari che vedevano una netta separazione tra Stato e Chiesa. Sebbene il concordato avesse sostanzialmente migliorato e fortificato la posizione dei cattolici e della chiesa cattolica in Austria, il documento non venne gradito molto agli austriaci che lo videro più come una sottomissione al papa.
Il concordato venne abolito nelle provincie italiane liberate dalla dominazione austriaca in Italia con Regio Decreto nº 3089, 28 luglio 1866. Ad ogni modo, dopo quindici anni dalla firma, il concordato venne meno anche in Austria su pressione dei liberali che ne chiesero l'abrogazione.

## Termini
I principali punti del concordato sono:
- Mantenimento assoluto della religione romano cattolica nei domini dell'Impero Austriaco (art.1).
- Nessuna imposizione di regi placet sui rapporti di gestione ecclesiastica tra Santa Sede e sedi vescovili austriache (art.2)
- I vescovi austriaci avranno assoluta libertà di agire in materia ecclesiastica e diocesana (art.4)
- Mantenimento dell'istruzione cattolica sia privata che pubblica (art.5) e i vescovi dovranno vigilare sull'operato degli insegnanti di materie cattoliche (art.6)
- Autorizzazione dei vescovi a operare sulla censura (art.9)
- Gestione delle cause ecclesiastiche da parte di tribunali ecclesiastici appositi dipendenti dalla Santa Sede
- Mantenimento dell'immunità delle chiese (art.15)
- L'imperatore manterrà il secolare diritto di nominare i vescovi che però dovranno essere canonicamente istituiti dalla Santa Sede (art.19)
- I vescovi dovranno prestare giuramento di fedeltà all'Imperatore (art.20)
- L'imperatore avrà modo di proporre le prebende ecclesiastiche